# 陳玉珊 (電影製片)
陳玉珊（Dorothy Chen）是一位臺灣電影製片。

## 生平
電影《目擊者》為陳玉珊首度策劃的犯罪動作片，並獲得2011年行政院新聞局劇本開發補助。另外，在2013年《目擊者》製作期間，考察資料和修改劇本的電腦檔案皆離奇消失，再加上編劇人員所攜帶的隨身碟失竊，最終陳玉珊找資訊公司調查壞軌原因。